# Контрольная сумма
Контро́льная су́мма — некоторое значение, рассчитанное по набору данных путём применения определённого алгоритма и используемое для проверки целостности данных при их передаче или хранении. Также контрольные суммы могут использоваться для быстрого сравнения двух наборов данных на неэквивалентность: с большой вероятностью различные наборы данных будут иметь неравные контрольные суммы. Они могут использоваться, например, для обнаружения компьютерных вирусов. Несмотря на своё название, контрольная сумма не обязательно вычисляется путём суммирования.
С точки зрения математики контрольная сумма является результатом хеш-функции, используемой для вычисления контрольного кода — небольшого количества бит внутри большого блока данных, например, сетевого пакета или блока компьютерного файла, применяемого для обнаружения ошибок при передаче или хранении информации. Значение контрольной суммы добавляется в конец блока данных непосредственно перед началом передачи или записи данных на какой-либо носитель информации. Впоследствии оно проверяется для подтверждения целостности данных.
Популярность использования контрольных сумм для проверки целостности данных обусловлена тем, что подобная проверка просто реализуема в двоичном цифровом оборудовании, легко анализируется и хорошо подходит для обнаружения общих ошибок, вызванных наличием шума в каналах передачи данных.
Криптографическая функция MD5 уже почти не используется для определения контрольных сумм, так как оказалось, что для неё можно быстро создавать с помощью современных компьютеров два разных файла, имеющих разную длину в байтах, но одинаковые величины контрольных сумм, подсчитанных с помощью алгоритма MD5.
Использование термина сумма связано с тем, что на заре цифровой связи при байтовых передачах информационными были 7 бит, а восьмой — контрольный — рассчитывался как младший разряд сложения информационных.

## Примеры
- Циклический избыточный код (в частности, CRC8, CRC16, CRC32) применяется для проверки целостности передачи данных. Программы-архиваторы включают CRC исходных данных в созданный архив для того, чтобы получающий мог удостовериться в корректности полученных данных. Такая контрольная сумма проста в реализации и обеспечивает низкую вероятность возникновения коллизий.
- MD5 и другие криптографические хеш-функции используются, например, для подтверждения целостности и подлинности передаваемых данных.
- Под названием «контрольное число» входит в состав различных кодов: банковских, налоговых, товарных и т. п.